# Bactris glaucescens
Bactris glaucescens är en enhjärtbladig växtart som beskrevs av Carl Georg Oscar Drude. Bactris glaucescens ingår i släktet Bactris och familjen Arecaceae. Inga underarter finns listade i Catalogue of Life.